# Gericht Breitenbach

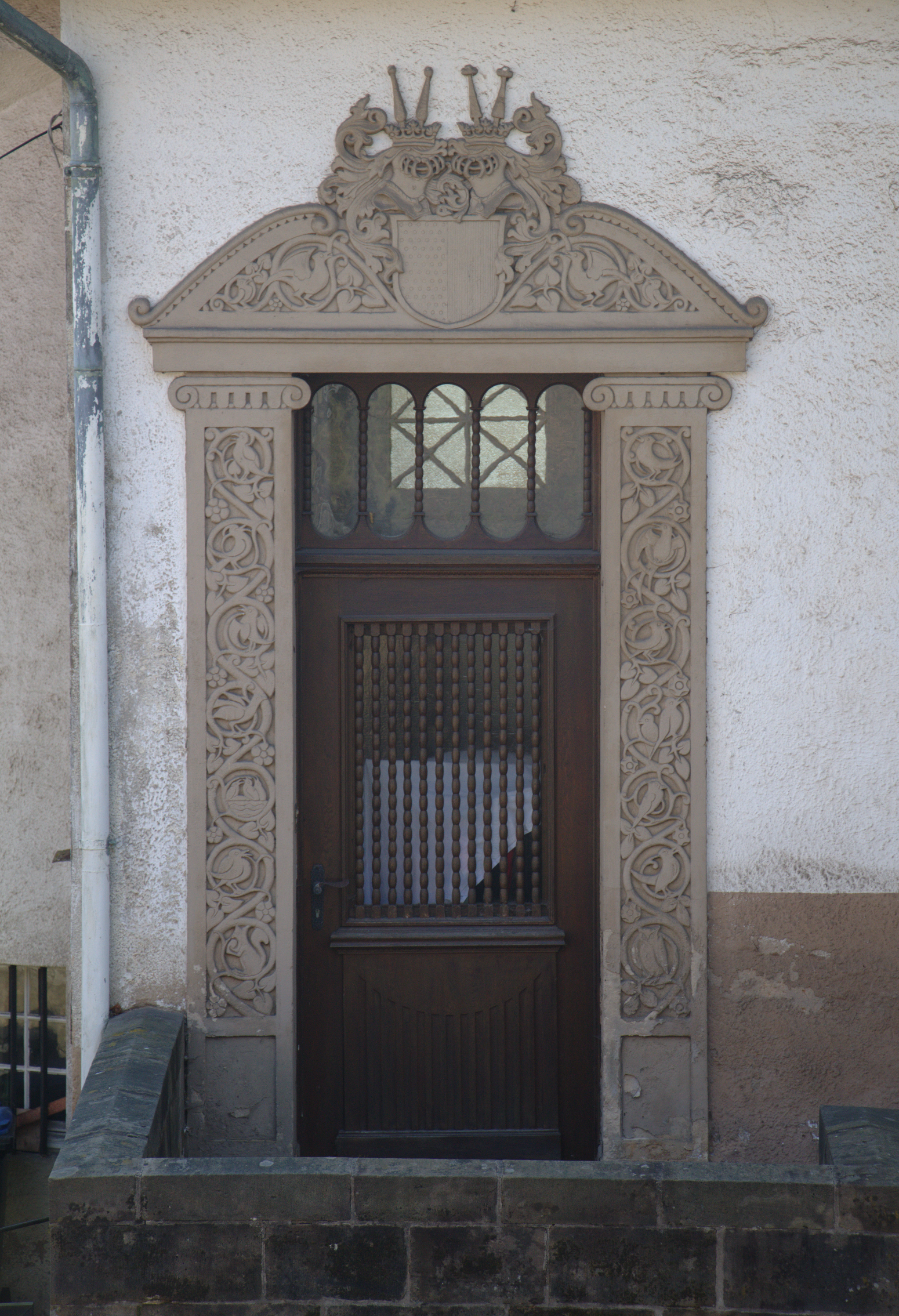
Tür des Amtshauses in Breitenbach mit Dörnberger Wappen

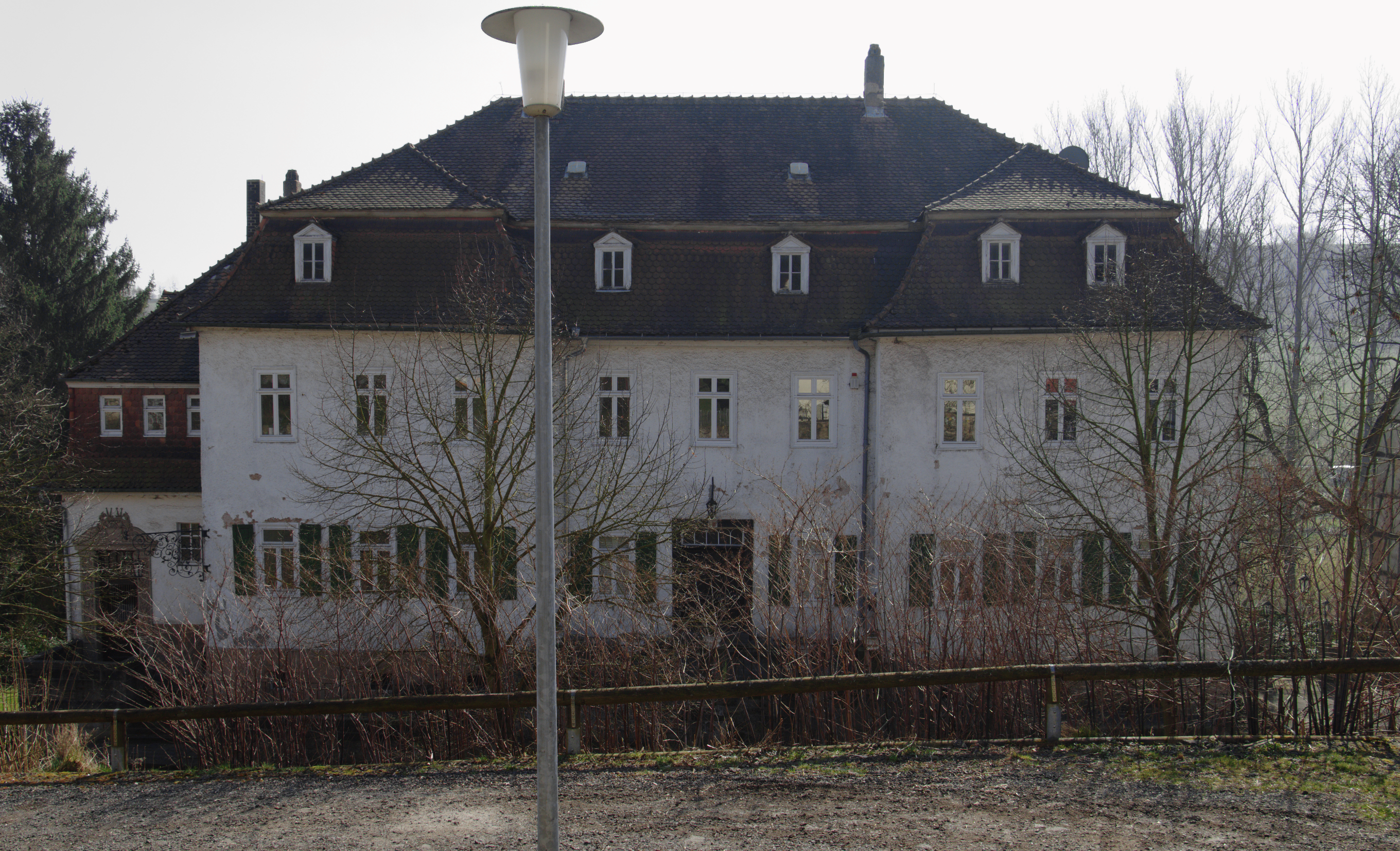
Amtshaus in Breitenbach

Das Gericht Breitenbach (später auch Dörnberger Gericht) war im HRR eine Gerichts- und Verwaltungseinheit mit Sitz in Breitenbach am Herzberg.

## Geschichte
Das Gericht Breitenbach war seit 1294 ein Kondominat zwischen dem Stift Fulda und der Grafschaft Ziegenhain. 1294 hatten die Grafen von Ziegenhain eine Hälfte von Fulda als Lehen erhalten und hatten dort die Vogtei inne. Fulda verpfändete seine Hälfte später mehrfach, darunter 1369 an die von Falkenbach. 1400 verkaufte Fulda seinen Besitz an das Erzstift Mainz. Nach dem Frieden von Zeilsheim 1463 erhielt Hans von Dörnberg d. J. die nun mainzische Hälfte als erbliches Lehen. Die andere Hälfte war 1450 von Ziegenhain auf die Landgrafen von Hessen übergegangen, und 1477 gab Landgraf Heinrich III. von Oberhessen auch diese Hälfte als Lehen an seinen Hofmeister Hans von Dörnberg. Danach blieb das Gericht im Besitz derer von Dörnberg unter der Landeshoheit der Landgrafen von Oberhessen, später der des wiedervereinigten Hessen und ab 1567 von Hessen-Kassel.
1807 ging die Landeshoheit auf das Königreich Westphalen über. Der größte Teil des Gerichtes wurde dem Kanton Breitenbach zugeordnet. Die Gerichtsfunktion ging auf das Friedensgericht Breitenbach über.

## Zugehörige Orte
Das Gericht Breitenbach bestand 1434 aus: Breitenbach, Diefenbach, Gehau, Gibgeshöfe (Wüstung), Hatterode, Hohleiche, Machtlos, Oberjossa und Ottersbach (Wüstung). 1585 und später wurden noch genannt: Breitenbach, Gehau, Gibgeshöfe, Hatterode, Lingelbach, Machtlos, Oberjossa und Ottersbach.

## Persönlichkeiten
- Johann Tobias Ries (bis 1702 dörnbergischer Amtmann)
- Hieronymus Stannarius (1708 dörnbergischer Amtmann)
- Hans Georg Meyer (1712–1731 dörnbergischer Amtmann)
- Johann Gottfried Verdier (ab 1780 dörnbergischer Samt-Amtmann)